# Prix World Fantasy du meilleur roman
Le prix World Fantasy du meilleur roman (en anglais : World Fantasy Award for Best Novel) est un prix littéraire américain décerné chaque année depuis 1975 dans le cadre de la World Fantasy Convention (en). il récompense des romans de fantasy publiés en anglais pendant l'année précédente.

## Éligibilité
Le prix est destiné aux œuvres littéraires de fantasy comptant plus de 40 000 mots, publiés ou traduits en anglais lors de l'année calendaire précédant la tenue d'une édition de la World Fantasy Convention (en), une convention de fantasy qui se déroule tous les ans vers la fin octobre dans une ville différente des États-Unis (celle qui a eu lieu en octobre 2024, par exemple, récompense des œuvres publiées en 2023).
En juin, un bulletin de vote est envoyé aux participants à la World Fantasy Convention à venir, ainsi qu'à ceux des deux éditions précédentes, pour déterminer deux des finalistes ; un ensemble de cinq jurés leur ajoute au moins trois autres finalistes, avant de voter pour le lauréat final. Les jurés sont principalement des auteurs de fantasy eux-mêmes et sont choisis chaque année par l'administration des prix World Fantasy ; cette dernière a le pouvoir de départager les éventuels ex æquo. Les résultats sont présentés lors de la World Fantasy Convention fin octobre.

## Historique
Le prix World Fantasy du meilleur roman est créé lors de la première World Fantasy Convention (en même temps que la plupart des autres catégories des prix World Fantasy), qui s'est tenue en 1975 à Providence. Les lauréats reçoivent alors un buste représentant une caricature de l'écrivain H. P. Lovecraft, natif de Providence, réalisée par le dessinateur Gahan Wilson. Selon Wilson, « le but des prix était, est, et espérons-le sera de donner un signe d'appréciation visible et potentiellement utile aux écrivains travaillant dans le domaine de la littérature fantastique, un genre trop souvent caractérisé par une faible rémunération et l'indifférence. »
Le buste de Lovecraft sert de trophée jusqu'en 2016. Cette année là, les présentateurs de la cérémonie annoncent que les éditions ultérieures ne l'utiliseront plus. Bien que de nombreuses controverses aient éclaté lors des années précédentes à propos de Lovecraft, particulièrement sur son racisme, aucune raison spécifique n'est avancée. Une nouvelle statue, dessinée par le sculpteur Vincent Villafranca (en), est utilisée depuis 2017 : elle représente un arbre devant une pleine lune.

## Palmarès
Note : l'année indiquée est celle de la cérémonie, récompensant les ouvrages sortis au cours de l'année précédente. Les lauréats sont cités en premier, suivis par les autres œuvres finalistes, par ordre décroissant de votes.
Sauf indication contraire ou complémentaire, les informations mentionnées dans cette section proviennent des sites web du prix World Fantasy et de la Science Fiction Awards Database.

### Années 1970

#### 1975
Tempête d'une nuit d'été (en) (The Forgotten Beasts of Eld) par Patricia A. McKillip
- Merlin's Ring (en) par H. Warner Munn (en)
- Tempête d'une nuit d'été (en) (A Midsummer Tempest) par Poul Anderson

#### 1976
Le Jeune Homme, la Mort et le Temps (Bid Time Return) par Richard Matheson
- Salem (Salem's Lot) par Stephen King

#### 1977
Docteur rat (Doctor Rat) par William Kotzwinkle
- Le Roi Arthur et ses Preux Chevaliers (en) (The Acts of King Arthur and His Noble Knights) par John Steinbeck
- La Croisade des ténèbres (Dark Crusade) par Karl Edward Wagner
- La Poupée qui dévora sa mère (The Doll Who Ate His Mother) par Ramsey Campbell
- Le Dragon et le George (en) (The Dragon and the George) par Gordon R. Dickson
- Le Navigateur sur les mers du destin (The Sailor on the Seas of Fate) par Michael Moorcock

#### 1978
Notre-Dame des ténèbres (en) (Our Lady of Darkness) par Fritz Leiber
- Les Chroniques de Thomas Covenant (The Chronicles of Thomas Covenant the Unbeliever) par Stephen R. Donaldson
- The Hour of the Oxrun Dead par Charles L. Grant

#### 1979
Gloriana ou la Reine inassouvie (Gloriana) par Michael Moorcock
- Le Vampire de la sainte inquisition (The Black Castle) par Les Daniels
- Le Maître des ténèbres (en) (Night's Master) par Tanith Lee
- The Sound of Midnight par Charles L. Grant
- Le Fléau (The Stand) par Stephen King

### Années 1980
| Sommaire : | - Haut - 1980 - 1981 - 1982 - 1983 - 1984 - 1985 - 1986 - 1987 - 1988 - 1989 |

#### 1980
La Tour de guet (en) (Watchtower) par Elizabeth A. Lynn
- Les Danseurs d'Arun (en) (The Dancers of Arun) par Elizabeth A. Lynn
- The Dark Bright Water par Patricia Wrightson
- Harpist in the Wind par Patricia A. McKillip
- The Last Call of Mourning par Charles L. Grant
- The Palace par Chelsea Quinn Yarbro

#### 1981
L'Ombre du bourreau (The Shadow of the Torturer) par Gene Wolfe
- Ariosto furioso (en) (Ariosto) par Chelsea Quinn Yarbro
- Firelord (en) par Parke Godwin
- Brume (The Mist) par Stephen King
- Shadowland (Shadowland) par Peter Straub

#### 1982
Le Parlement des fées (Little, Big) par John Crowley
- La Griffe du demi-dieu (The Claw of the Conciliator) par Gene Wolfe
- La Secte sans nom (The Nameless) par Ramsey Campbell
- Le Chien de guerre et la Douleur du monde (The War Hound and the World's Pain) par Michael Moorcock
- The White Hotel (en) par D. M. Thomas

#### 1983
La Quête de Nifft-le-mince (en) (Nifft the Lean) par Michael Shea
- Riverdream (Fevre Dream) par George R. R. Martin
- The Nestling par Charles L. Grant
- Fantôme (Phantom) par Thomas Tessier
- L'Épée du licteur (The Sword of the Lictor) par Gene Wolfe

#### 1984
The Dragon Waiting (en) par John M. Ford
- Armageddon Rag (The Armageddon Rag) par George R. R. Martin
- Le Jardin de Suldrun (en) (Lyonesse) par Jack Vance
- Simetierre (Pet Sematary) par Stephen King
- Tea with the Black Dragon (en) par R. A. MacAvoy
- The Wandering Unicorn (es)[note 1] par Manuel Mujica Láinez

#### 1985
La Forêt des Mythimages (Mythago Wood) par Robert Holdstock et La Magnificence des oiseaux (The Bridge of Birds) par Barry Hughart (ex æquo)
- Archer's Goon (en) par Diana Wynne Jones
- The Ceremonies (en) par T. E. D. Klein
- Le Talisman (The Talisman) par Stephen King et Peter Straub

#### 1986
Le Chant de Kali (Song of Kali) par Dan Simmons
- Le Jeu de la damnation (en) (The Damnation Game) par Clive Barker
- The Dream Years par Lisa Goldstein
- Un écornifleur (en) (Illywhacker) par Peter Carey
- Lestat le vampire (The Vampire Lestat) par Anne Rice
- Winterking par Paul Hazel

#### 1987
Le Parfum (Perfume) par Patrick Süskind
- Ça (It) par Stephen King
- La Force hideuse (The Pet) par Charles L. Grant
- Soldat des brumes (Soldier of the Mist) par Gene Wolfe
- Les Étrangers (en) (Strangers) par Dean R. Koontz
- Homme qui parle (en) (Talking Man) par Terry Bisson
- The Tricksters par Margaret Mahy

#### 1988
Replay (Replay) par Ken Grimwood
- Ægypt (en) (Ægypt) par John Crowley
- Misery (Misery) par Stephen King
- Sur des mers plus ignorées… (en) (On Stranger Tides) par Tim Powers
- Le Septième Fils (Seventh Son) par Orson Scott Card
- Swan Song (Swan Song) par Robert R. McCammon
- Le Royaume des Devins (Weaveworld) par Clive Barker

#### 1989
Koko (Koko) par Peter Straub
- Le Drive-in (The Drive-In) par Joe R. Lansdale
- L'Éclipse (Fade) par Robert Cormier
- Le Dernier Denier (The Last Coin) par James P. Blaylock
- Le Silence des agneaux (The Silence of the Lambs) par Thomas Harris
- Flammes d'enfer (en) (Sleeping In Flame) par Jonathan Carroll

### Années 1990
| Sommaire : | - Haut - 1990 - 1991 - 1992 - 1993 - 1994 - 1995 - 1996 - 1997 - 1998 - 1999 |

#### 1990
Madouc (Madouc) par Jack Vance
- L'Échiquier du mal (Carrion Comfort) par Dan Simmons
- L'Enfant arc-en-ciel (en) (A Child Across the Sky) par Jonathan Carroll
- In a Dark Dream par Charles L. Grant
- Soldat d'Aretê (en) (Soldier of Arete) par Gene Wolfe
- Le Poids de son regard (en) (The Stress of Her Regard) par Tim Powers

#### 1991
Thomas le Rimeur (Thomas the Rhymer) par Ellen Kushner et Notre mère qui est aux cieux (en) (Only Begotten Daughter) par James Morrow (ex æquo)
- De bons présages (Good Omens) par Terry Pratchett et Neil Gaiman
- Mary Reilly (Mary Reilly) par Valerie Martin
- Tigane (Tigana) par Guy Gavriel Kay

#### 1992
Le Mystère du lac (en) (Boy's Life) par Robert McCammon
- Bone Dance (en) par Emma Bull
- Hunting the Ghost Dancer par A. A. Attanasio
- The Little Country par Charles de Lint
- Outside the Dog Museum (en) par Jonathan Carroll
- The Paper Grail par James P. Blaylock

#### 1993
Poker d'âmes (Last Call) par Tim Powers
- Anno Dracula (Anno Dracula) par Kim Newman
- Briar Rose (en) par Jane Yolen
- Photographing Fairies (en) par Steve Szilagyi
- Was (en) par Geoff Ryman

#### 1994
Fugues (Glimpses) par Lewis Shiner
- Sang d'encre (en) (Drawing Blood) par Poppy Z. Brite
- The Innkeeper's Song par Peter S. Beagle
- The Iron Dragon's Daughter (en) par Michael Swanwick
- Lord of the Two Lands par Judith Tarr
- Corps outragés (Skin) par Kathe Koja
- La Gorge (The Throat) par Peter Straub

#### 1995
En remorquant Jéhovah (Towing Jehovah) par James Morrow
- Brittle Innings (en) par Michael Bishop
- The Circus of the Earth and the Air par Brooke Stevens (en)
- La Morsure de l'ange (en) (From the Teeth of Angels) par Jonathan Carroll
- Amour et Sommeil (en) (Love & Sleep) par John Crowley
- L'Éveil de la Lune (en) (Waking the Moon) par Elizabeth Hand

#### 1996
Le Prestige (The Prestige) par Christopher Priest
- Sonne le glas de la terre (All the Bells on Earth) par James P. Blaylock
- Date d'expiration (Expiration Date) par Tim Powers
- Red Earth and Pouring Rain par Vikram Chandra
- Requiem (Requiem) par Graham Joyce
- The Silent Strength of Stones par Nina Kiriki Hoffman

#### 1997
Godmother Night par Rachel Pollack
- The 37th Mandala (en) par Marc Laidlaw
- The Bear Went Over the Mountain (en) par William Kotzwinkle
- La Tour du diable (Devil's Tower) par Mark Sumner
- Le Trône de fer et Le Donjon rouge (A Game of Thrones) par George R. R. Martin
- The Golden Key (en) par Melanie Rawn, Jennifer Roberson et Kate Elliott
- Shadow of Ashland par Terence M. Green

#### 1998
Physiognomy (The Physiognomy) par Jeffrey Ford
- American Goliath par Harvey Jacobs
- Le Club Dumas (The Club Dumas[note 3] ; nomination retirée[note 4]) par Arturo Pérez-Reverte
- Dry Water[note 4] par Eric S. Nylund
- Le Don : L'Ultime Héritage (The Gift) par Patrick O'Leary
- Trader par Charles de Lint

#### 1999
L'Épouse antilope (The Antelope Wife) par Louise Erdrich
- The Martyring par Thomas Sullivan (en)
- L'Oiseau moqueur (Mockingbird) par Sean Stewart
- Le Chemin de Sarance (Sailing to Sarantium) par Guy Gavriel Kay
- Someplace to Be Flying par Charles de Lint

### Années 2000
| Sommaire : | - Haut - 2000 - 2001 - 2002 - 2003 - 2004 - 2005 - 2006 - 2007 - 2008 - 2009 |

#### 2000
Thraxas au royaume de Turai (en) (Thraxas) par Martin Scott (en)
- Les Jardins de la lune (en) (Gardens of the Moon) par Steven Erikson
- The Rainy Season par James P. Blaylock
- A Red Heart of Memories par Nina Kiriki Hoffman
- Tamsin (en) par Peter S. Beagle
- A Witness to Life par Terence M. Green

#### 2001
Les Puissances de l'invisible (en) (Declare) par Tim Powers et Galveston par Sean Stewart (ex æquo)
- Le Miroir d'ambre (The Amber Spyglass) par Philip Pullman
- The Grand Ellipse par Paula Volsky (en)
- Le Seigneur des empereurs (Lord of Emperors) par Guy Gavriel Kay
- Perdido Street Station (Perdido Street Station) par China Miéville

#### 2002
Le Vent d'ailleurs (The Other Wind) par Ursula K. Le Guin
- American Gods (American Gods) par Neil Gaiman
- Brown Harvest par Jay Russell
- Le Fléau de Chalion (The Curse of Chalion) par Lois McMaster Bujold
- De la poussière à la chair - Souvenirs d'une famille d'immortels (en) (From the Dust Returned) par Ray Bradbury
- The Onion Girl (en) par Charles de Lint
- L'Aube du huitième jour (The Wooden Sea) par Jonathan Carroll

#### 2003
Lignes de vie (en) (The facts of life) par Graham Joyce et Les Fantômes d'Ombria (Ombria in Shadow) par Patricia A. McKillip (ex æquo)
- Fitcher's Brides par Gregory Frost
- Le Portrait de Madame Charbuque (The Portrait of Mrs. Charbuque) par Jeffrey Ford
- Les Scarifiés (The Scar) par China Miéville

#### 2004
Les Griffes et les Crocs (Tooth and Claw) par Jo Walton
- Aquaforte (en) (The Etched City) par K. J. Bishop (en)
- Fudoki (en) par Kij Johnson
- L'Âge des lumières (en) (The Light Ages) par Ian R. MacLeod
- Veniss Underground (en) par Jeff VanderMeer

#### 2005
Jonathan Strange et Mr Norrell (Jonathan Strange & Mr Norrell) par Susanna Clarke
- Le Concile de fer (Iron Council) par China Miéville
- Dead Kennedy (en) (Perfect Circle) par Sean Stewart
- The Runes of the Earth (en) par Stephen R. Donaldson
- Le Chevallier (en) / Le Mage (en) (The Wizard Knight) par Gene Wolfe

#### 2006
Kafka sur le rivage (Kafka on the Shore) par Haruki Murakami
- Les Limites de l'enchantement (The Limits of Enchantment) par Graham Joyce
- Lunar Park (Lunar Park) par Bret Easton Ellis
- Od Magic (en) par Patricia A. McKillip
- A Princess of Roumania par Paul Park
- Vélum (en) (Vellum) par Hal Duncan

#### 2007
Soldat de Sidon (en) (Soldier of Sidon) par Gene Wolfe
- Les Mensonges de Locke Lamora (The Lies of Locke Lamora) par Scott Lynch
- Histoire de Lisey (Lisey's Story) par Stephen King
- The Orphan's Tales: In the Night Garden (en) par Catherynne M. Valente
- Le Privilège de l'épée (The Privilege of the Sword) par Ellen Kushner

#### 2008
Ysabel (Ysabel) par Guy Gavriel Kay
- Fangland (en) par John Marks
- The Gospel of the Knife par Will Shetterly (en)
- Les Domestiques (en) (The Servants) par Michael Marshall Smith
- Territory (en) par Emma Bull

#### 2009
The Shadow Year (en) par Jeffrey Ford et Tender Morsels (en) par Margo Lanagan (ex æquo)
- L'Étrange Vie de Nobody Owens (The Graveyard Book) par Neil Gaiman
- The House of the Stag par Kage Baker
- Pandemonium par Daryl Gregory

### Années 2010
| Sommaire : | - Haut - 2010 - 2011 - 2012 - 2013 - 2014 - 2015 - 2016 - 2017 - 2018 - 2019 |

#### 2010
The City and the City (The City and the City) par China Miéville
- Le Sang des Ambrose (Blood of Ambrose) par James Enge (en)
- Finch (en) par Jeff VanderMeer
- In Great Waters par Kit Whitfield
- The Red Tree par Caitlín R. Kiernan

#### 2011
Qui a peur de la mort ? (Who Fears Death) par Nnedi Okorafor
- Les Cent Mille Royaumes (The Hundred Thousand Kingdoms) par N. K. Jemisin
- Redemption in Indigo par Karen Lord
- Au cœur du silence (en) (The Silent Land) par Graham Joyce
- Les Chevaux célestes (en) (Under Heaven) par Guy Gavriel Kay
- Zoo City (Zoo City) par Lauren Beukes

#### 2012
Osama (Osama) par Lavie Tidhar
- Ceux de l'autre rive (Those Across the River) par Christopher Buehlman (en)
- 22/11/63 (11/22/63) par Stephen King
- Le Bûcher d'un roi, Les Dragons de Meereen et Une danse avec les dragons (A Dance with Dragons) par George R. R. Martin
- Morwenna (Among Others) par Jo Walton

#### 2013
Alif l'invisible (Alif the Unseen) par G. Willow Wilson
- La Lune tueuse (en) (The Killing Moon) par N. K. Jemisin
- Comme un conte (en) (Some Kind of Fairy Tale) par Graham Joyce
- La Fille qui se noie (en) (The Drowning Girl) par Caitlín R. Kiernan
- Crandolin par Anna Tambour (en)

#### 2014
Un étranger en Olondre (A Stranger in Olondria) par Sofia Samatar
- Dust Devil on a Quiet Street par Richard Bowes (en)
- Une histoire naturelle des dragons (A Natural History of Dragons: A Memoir by Lady Trent) par Marie Brennan
- L'Océan au bout du chemin (The Ocean at the End of the Lane) par Neil Gaiman
- La Femme d'argile et l'Homme de feu (en) (The Golem and the Jinni) par Helene Wecker (en)
- The Land Across par Gene Wolfe

#### 2015
L'Âme des horloges (en) (The Bone Clocks) par David Mitchell
- The Goblin Emperor (en) par Katherine Addison
- La Cité des Marches (en) (City of Stairs) par Robert Jackson Bennett
- Trilogie du Rempart Sud (en) (Area X: The Southern Reach Trilogy) par Jeff VanderMeer
- Mes vrais enfants (en) (My Real Children) par Jo Walton

#### 2016
The Chimes par Anna Smaill (en)
- Le Géant enfoui (The Buried Giant) par Kazuo Ishiguro
- La Cinquième Saison (The Fifth Season) par N. K. Jemisin
- Déracinée (Uprooted) par Naomi Novik
- Savages par K. J. Parker
- Possession (en) (A Head Full of Ghosts) par Paul G. Tremblay

#### 2017
La Soudaine Apparition de Hope Arden (The Sudden Appearance of Hope) par Claire North
- Borderline par Mishell Baker (en)
- Roadsouls par Betsy James (en)
- La Porte de cristal (The Obelisk Gate) par N. K. Jemisin
- Lovecraft Country (Lovecraft Country) par Matt Ruff

#### 2018
Le Changelin (The Changeling) par Victor LaValle et La Cité de Jade (en) (Jade City) par Fonda Lee (ex æquo)
- Kra : Dar Duchesne dans les ruines de l'Ymr (Ka: Dar Oakley in the Ruin of Ymr) par John Crowley
- The Strange Case of the Alchemist's Daughter (en) par Theodora Goss
- La Fantastique Famille Telemachus (Spoonbenders) par Daryl Gregory

#### 2019
La Marque du sorcier (en) (Witchmark) par C. L. Polk (en)
- In the Night Wood par Dale Bailey (en)
- The Mere Wife (en) par Maria Dahvana Headley (en)
- La Guerre du pavot (en) (The Poppy War) par R. F. Kuang
- La Piste des éclairs (Trail of Lightning) par Rebecca Roanhorse

### Années 2020
| Sommaire : | - Haut - 2020 - 2021 - 2022 - 2023 - 2024 - 2025 |

#### 2020
Queen of the Conquered (en) par Kacen Callender
- Les Dix Mille Portes de January (en) (The Ten Thousand Doors of January) par Alix E. Harrow
- La Tour du Freux (en) (The Raven Tower) par Ann Leckie
- Gideon la Neuvième (Gideon the Ninth) par Tamsyn Muir
- Cristallisation secrète (The Memory Police[note 5]) par Yōko Ogawa

#### 2021
Trouble the Saints (en) par Alaya Dawn Johnson
- Piranèse (en) (Piranesi) par Susanna Clarke
- Un bon indien est un indien mort (en) (The Only Good Indians) par Stephen Graham Jones
- Mexican Gothic (Mexican Gothic) par Silvia Moreno-Garcia
- Le Pacte de minuit (The Midnight Bargain) par C. L. Polk (en)

#### 2022
Le Trône de Jasmin (en) (The Jasmine Throne) par Tasha Suri
- Black Water Sister (en) par Zen Cho (en)
- Maître des djinns (A Master of Djinn) par P. Djèlí Clark
- The City Beautiful (en) par Aden Polydoros
- La Dernière Maison avant les bois (The Last House on Needless Street) par Catriona Ward (en)

#### 2023
Saint Death’s Daughter par C. S. E. Cooney (en)
- La Lance de Peretur (en) (Spear) par Nicola Griffith
- The Ballad of Perilous Graves par Alex Jennings
- Babel (Babel) par R. F. Kuang
- La Reine sirène (en) (Siren Queen) par Nghi Vo

#### 2024
The Reformatory (en) par Tananarive Due
- The Possibilities par Yael Goldstein-Love
- Starling House (Starling House) par Alix E. Harrow
- Shigidi and the Brass Head of Obalufon par Wole Talabi (en)
- Mirror Bay (Looking Glass Sound) par Catriona Ward (en)
- Roi Sorcier (Witch King) par Martha Wells

#### 2025
Le gagnant sera annoncé au cours de la cérémonie des prix World Fantasy 2025 qui se tiendra le 2 novembre 2025 à Brighton en Angleterre durant la World Fantasy Convention.
- The Tainted Cup par Robert Jackson Bennett
- La Dame Renard (The Fox Wife) par Yangsze Choo (en)
- The Bog Wife par Kay Chronister
- The Bright Sword par Lev Grossman
- The Wings Upon Her Back par Samantha Mills (en)

## Statistiques
Au cours de 50 éditions (1975 à 2024), 181 auteurs et 270 romans ont été finalistes du prix World Fantasy du meilleur roman ; 51 d'entre eux l'ont remporté. Deux lauréats sont arrivés ex æquo en 1985, 1991, 2001, 2003, 2009 et 2018.
Cinq auteurs ont remporté deux fois le prix : Jeffrey Ford, Patricia A. McKillip, James Morrow, Tim Powers et Gene Wolfe.
Nominations multiples :
- 9 : Stephen King
- 8 : Gene Wolfe (2 prix)
- 6 : Charles L. Grant
- 5 : Jonathan Carroll, John Crowley, Graham Joyce (1 prix), Guy Gavriel Kay (1 prix), Tim Powers (2 prix)
- 4 : James Blaylock, John Crowley (1 prix), Neil Gaiman, N. K. Jemisin, Charles de Lint, George R. R. Martin, Patricia A. McKillip (2 prix), China Miéville (1 prix), Peter Straub (1 prix)
- 3 : Jeffrey Ford (2 prix), Michael Moorcock (1 prix), Sean Stewart (1 prix), Jeff VanderMeer, Jo Walton (1 prix)
- 2 : Clive Barker, Peter S. Beagle, Robert Jackson Bennett, Emma Bull, Ramsey Campbell, Susanna Clarke (1 prix), Stephen R. Donaldson, Terence M. Green, Daryl Gregory, Alix E. Harrow, Nina Kiriki Hoffman, Caitlín R. Kiernan, William Kotzwinkle (1 prix), R. F. Kuang, Ellen Kushner (1 prix), Elizabeth A. Lynn (1 prix), James Morrow (2 prix), C. L. Polk (en) (1 prix), Dan Simmons (1 prix), Jack Vance (1 prix), Catriona Ward (en), Chelsea Quinn Yarbro